# Jack Purdue
Jack Purdue (sinh ngày 20 tháng 11 năm 1999) là một cầu thủ bóng đá người Scotland thi đấu ở vị trí tiền vệ cho Greenock Morton..

## Sự nghiệp
Jack gia nhập học viện trẻ Morton từ Gourock YAC vào tháng 11 năm 2014, anh ra mắt tại đội phát triển vào tháng 9 năm 2015.
Anh ký hợp đồng toàn thời gian để giữ anh lại Morton đến mùa hè năm 2018.. Anh ra mắt chuyên nghiệp as substitute vào ngày 24 tháng 2 năm 2018 away to Inverness Caledonian Thistle F.C. in a 2-0 Morton win.
Vào tháng 5 năm 2018, Purdue ký hợp đồng khác cho Morton sau khi ghi bàn thắng phạt đền chiến thắng để giành chức vô địch Development League West 2017-18.

## Thống kê sự nghiệp
Tính đến trận đấu diễn ra ngày 25 tháng 2 năm 2018
| Câu lạc bộ          | Mùa giải            | Giải vô địch        | Giải vô địch | Giải vô địch | Cúp bóng đá Scotland | Cúp bóng đá Scotland | Cúp Liên đoàn | Cúp Liên đoàn | Khác    | Khác      | Tổng cộng | Tổng cộng |
| Câu lạc bộ          | Mùa giải            | Hạng đấu            | Số trận      | Bàn thắng    | Số trận              | Bàn thắng            | Số trận       | Bàn thắng     | Số trận | Bàn thắng | Số trận   | Bàn thắng |
| ------------------- | ------------------- | ------------------- | ------------ | ------------ | -------------------- | -------------------- | ------------- | ------------- | ------- | --------- | --------- | --------- |
| Greenock Morton     |                     |                     |              |              |                      |                      |               |               |         |           |           |           |
| 2017–18             | Championship        | 1                   | 0            | 0            | 0                    | 0                    | 0             | 0             | 0       | 0         | 0         |           |
| Tổng cộng           | Tổng cộng           | 1                   | 0            | 0            | 0                    | 0                    | 0             | 0             | 0       | 0         | 0         |           |
| Tổng cộng sự nghiệp | Tổng cộng sự nghiệp | Tổng cộng sự nghiệp | 1            | 0            | 0                    | 0                    | 0             | 0             | 0       | 0         | 0         | 0         |

## Danh hiệu
Morton
- SPFL Development League West: (2) 2015–16[1][6], 2017-18.[7]